# Charles W. Chesnutt
Pour les articles homonymes, voir Chesnutt.
Œuvres principales
- Au cœur de la tradition

Charles W. Chesnutt, né le 20 juin 1858 à Cleveland dans l'Ohio et mort le 15 novembre 1932 dans la même ville, est un romancier et nouvelliste américain.

## Œuvres

### Romans
- (en) The House Behind the Cedars, 1900
- Au cœur de la tradition, Phébus, 2009 ((en) The Marrow of Tradition, Houghton Mifflin Harcourt, 1901), trad. Katia Holmes, 382 p.  (ISBN 978-2752903198)
- (en) The Colonel's Dream, 1905

### Recueils de nouvelles
- (en) The Conjure Woman, and Other Conjure Tales, 1899
- (en) The Wife of His Youth and Other Stories of the Color-Line, 1899